# Насибулин, Энгель Хариевич
Э́нгель Хари́евич Насибу́лин (4 января 1934, Толбазы, Аургазинский район, БАССР — 3 июня 2020, Санкт-Петербург) — советский и российский художник и скульптор, иллюстратор произведений А. С. Пушкина.

## Биография
Родился 4 января 1934 года в селе Толбазы. С 1952 по 1954 и с 1957 по 1958 год учился в Московском художественном училище памяти 1905 года, с 1958 по 1959 год в Институте живописи, скульптуры и архитектуры имени И. Е. Репина на живописном отделении. Работал художником-оформителем в Академическом университете им. Жореса Алферова и Физико-техническом институте имени А. Ф. Иоффе. Жил и работал в Санкт-Петербурге и в Пушкиногорье. Умер 3 июня 2020 года в Санкт-Петербурге. Прах Энгеля Насибулина захоронен в построенной им часовне Святого Николая в Петровском.

## Творчество
Как график проиллюстрировал и оформил около 600 книг на различных языках, среди которых произведения М. Ю. Лермонтова, А. А. Ахматовой, Ю. Н. Тынянова, Г. Р. Державина, Н. В. Гоголя и других классиков русской литературы, а также Байрона, Эзопа, Апулея. Главной темой в творчестве Энгеля Насибулина были А. С. Пушкин и его герои. Художник проиллюстрировал «Евгения Онегина», «Бориса Годунова», «Графа Нулина», «Историю села Горюхина», «Арапа Петра Великого», «Медного всадника», циклы стихотворений, написанных в Михайловском и Болдине, и другие произведения Пушкина. Сотрудничал с издательствами «Вита Нова», «Молодая гвардия» и проч. Также Насибулин написал и проиллюстрировал книгу «Сказы о Сямене Стяпановиче Гейченка», посвященную хранителю Пушкинского музея-заповедника С. С. Гейченко, с которым художника связывала близкая дружба.
В 1998—1999 годах принимал участие в создании музея А. С. Пушкина в Нью-Йорке. Персональные выставки Энгеля Насибулина проходили в России и других странах, а его работы находятся в собраниях пушкинских музеев Санкт-Петербурга, Москвы, Болдина, Михайловского и в частных коллекциях.
Создавал миниатюрные коллекционные книги (преимущественно на пушкинские темы), которые изготавливал вручную — от иллюстраций до переплёта. Также был автором экслибрисов, которые находятся в коллекциях библиофилов, в том числе в собрании музыканта Мстислава Ростроповича.
Как скульптор и монументалист участвовал в создании памятника «Рубежный камень» на Невском пятачке, был автором панно на Сердобольской улице (Санкт-Петербург), памятника воинам 3-го (Выборгского) полка Ленинградской дивизии народного ополчения, павшим в боях за высоту 40,0 в августе 1941 г., в деревне Сяндеба в Карелии, памятника народному ополчению в Дачном, стелы и мемориальных досок рабочим завода на территории Сестрорецкого инструментального завода, стелы погибшим сотрудникам завода «Светлана», а также других памятников воинской славы в Санкт-Петербурге и Ленинградской области. Оформил здание школы № 116 в Санкт-Петербурге. Был автором мемориальных досок Я. И. Френкелю, В. М. Тучкевичу и другим академикам на фасаде главного здания Физико-технического института им. А. Ф. Иоффе, генералу инженерных войск Д. М. Карбышеву, советской танкистке В. А. Грибалёвой, штабу Народного ополчения Выборгского района, а также мемориальной доски Ж. И. Алфёрову, с которым художник был дружен.
Жизнь и творчество художника были неразрывно связаны с Пушкинским музеем-заповедником. Впервые Насибулин приехал в заповедник в 1968 году и около 50 лет, вплоть до своей смерти, сотрудничал с заповедником, создавая книги, альбомы, серии офортов и картин, календари, открытки на пушкинскую тему. Был главным художником международных пушкинских конференций и XL Всероссийского Пушкинского праздника поэзии. Принимал участие в восстановлении церкви Святого Георгия на Ворониче: создал эскизы паникадил и настенных светильников. Много времени художник проводил в селе Петровское, где построил дом, окна которого выходят на озеро Кучане и дом поэта в Михайловском.
«Многолетняя жизнь художника в Михайловском помогла ему в сознании своего Пушкина, своего „Онегина“ и всех его героев. Особенно любопытны иллюстрации художника к деревенским главам романа. Сегодня у художника в Пушкиногорье своя творческая мастерская, свои „пенаты“. Он построил её в деревне. Здесь живет и работает. Здесь его творческая лаборатория. Энгель — художник-сказочник, импровизатор», — С. С. Гейченко.
В Санкт-Петербурге с 1976 года жил и работал в мастерской на улице Жака Дюкло.
После смерти художника выставки в память о нём прошли в пушкинских музеях в Михайловском и в Болдине. С вступлением в силу закона «О внесении изменений в Федеральный закон „О библиотечном деле“ в части совершенствования порядка государственного учета книжных памятников» в декабре 2020 года к книжным памятникам отнесены две книги, проиллюстрированные Энгелем Насибулиным: «Сказы о Сямёне Стяпановиче Гейченка и его служении Александру сыну Сергееву Пушкину» и «Дневник Ивана Игнатьевича Лапина».
В феврале 2022 года Санкт-Петербурге в Библиотеке имени Д. С. Лихачева открылась выставка, посвященная художнику.

## Часовня
В 2006 году Энгель Насибулин возвёл в своём имении в Петровском домовую часовню. 1 мая 2006 года часовня была освящена отцом Георгием Мицовым, настоятелем храма в Теребенях, в честь Святого Николая. Все иконы в часовне выполнены Энгелем Насибулиным. 
«Семь лет назад, лёжа на металлической каталке в ожидании операции на сердце, Энгель пообещал себе построить в Петровском часовню, если всё обойдётся. Обошлось. Часовня в человеческий рост расписана полуиконами-полурисунками, где и Пушкин мелькает».
 5 сентября 2020 года прах художника, согласно прижизненному пожеланию, был захоронен в часовне.